# 화광중학교
화광중학교(和光中學校)는 대한민국 경기도 남양주시 화도읍 월산리에 있는 공립 중학교이다.

## 학교 연혁
- 1907년 4월 1일 : 배인학당
- 1950년 4월 1일 : 배정고등공민학교 (설립자 월봉 이풍직)
- 1967년 10월 28일 : 화광중학교 3학급 설립인가
- 1968년 3월 7일 : 초대 조덕영 교장 취임
- 1971년 1월 22일 : 제1회 졸업식
- 1980년 11월 18일 : 12학급 증설인가
- 2000년 1월 1일 : 학교공원화 사업 추진 (달뫼공원)
- 2005년 8월 1일 : 과학실 리모델링, 구령대 케노피 제작 설치, 도서관 리모델링
- 2007년 2월 1일 : 식당증축공사(480석)
- 2022년 9월 1일 : 제22대 정광호 교장 취임
- 2024년 1월 5일 : 제54회 졸업식 (126명, 누계 7,510명)
- 2024년 3월 4일 : 신입생 134명 입학

## 참고 자료
- 화광중학교 - 한국교육학술정보원 학교알리미